# Parc regional de Las Salinas y Arenales de San Pedro del Pinatar

Plànol del parc regional.

El Parc regional de Las Salinas y Arenales de San Pedro del Pinatar és un espai natural protegit a la costa septentrional de Múrcia, que coincideix amb el tram més septentrional de la Manga, la barra que tanca el Mar Menor.

## Parc regional
En 1985 les Salines i Arenals de San Pedro del Pinatar es creen com reserva natural protegida i en 1992 es converteixen en Parc Regional. Es tracta d'una zona humida amb arenals que limita al nord amb les "encañizadas", que comuniquen el Mar Menor amb el Mediterrani. Des de 1994 s'inclou en la Llista d'Aiguamolls d'Importància Internacional (segons el Conveni de Ramsar), al costat del Mar Menor. Forma part important del Mar Menor que és una Zona Especialment Protegida d'Importància per al Mediterrani (ZEPIM). Té una extensió de 837 hectàrees i pertany als municipis de San Pedro del Pinatar i San Javier. Des de gener de 2002 funciona el Centre d'investigació i conservació d'aiguamolls "Les Salines" a l'entrada al parc regional.
Des d'un aspecte geomorfologic destaquen les dunes i arenals costaners que se solen presentar en les zona humides. A nivell marí existeixen barres sorrenques que esmorteïxen l'onatge en les zones de mar Mediterrani. D'altra banda cap destacar la importància de prades de posidònia en els fons marins del Mar Mediterrani.
En aquest cas es tracta de fer compatible la conservació de la seva riquesa natural amb l'explotació dels salines. Encara que es troba envoltat d'una gran pressió urbanística, com succeïx, en general, en tot el litoral mediterrani. Per tant, es produïx una confluència d'interessos turístics, ambientals i comercials amb una certa tensió entre ells. Com primera aproximació convé saber que en el parc (o els seus voltants) es troben: cinc platges; un port amb ús pesquer, esportiu i de càrrega de sal; l'explotació dels salines; un restaurant; un sistema de dunes; i una flora i fauna de gran importància.

## Flora
Hi ha saladars com la "siempreviva" i la "sarcocornia" o "almarjo" en les zones entollades; prop de la platja pot trobar-se l'eruga de mar i el card marítim; en la zona de dunes es pot trobar el "barrón", el "cuernecillo de mar" i la "azucena de mar"; en les dunes més estables està el matorral mediterrani que té espècies com el "lentisco" i l'arç negre, així com alguns peus de sabina costanera (Juniperus turbinata). Es pot dir que manté una àmplia representació d'endemismes exclusius del sud-est peninsular com "Helianthemum marminorensis" i "Frankenia corymbosa", destacant la "Senecio joppensis" que és una raresa a Europa Occidental. Altre aspecte molt important és la flora marina, destacant les prades de posidònia oceànica; les seves "arribazones" i restes es troben amb facilitat en les seves platges mediterrànies.

## Fauna
- Aus aquàtiques: "avoceta" (Recurvirostra avosetta), "cigüeñuela" (Himantopus himantopous), "chorlitejo patinegro", "charrancito" (Sterna albifrons), "pagaza piconegra" (Gelochelidon nilotica), "zarapitos", agulles (Limosa lapponica), "archibebes", "chorlitejos", etc.; les "garzas"; el *tarro blanc, "cormoranes", "alcarabanes" (Burhinus oedicnemus), combatents (Philomachus pugnax), "somormujos", "zampullines", "martinete patirrojo", ratpenats com Miniopterus schreiberseii, Myotis capaccinii, Myotis myotis, Rhinolophus euryale i Rhinolophus ferrumequinum.

- Rèptils: lludrió ibèric i sargantana colirroja.

- Insectes: en perill d'extinció l'escarabat Scarites aurytus.

- Peixos: en perill d'extinció el "fartet"(Aphanius iberus) que és un endemisme ibèric.

- Mamífers: "musaraña", "musarañita" i "comadreja".

## Història
Les Salines de San Pedro del Pinatar s'han estat explotant des de les èpoques romana i musulmana, encara que probablement s'explotaran anteriorment. Conegudes com les salines de Patnía, Alfonso X les incorpora a la corona castellana en 1266, posteriorment passen a ser explotades per l'Orde Franciscà.
En 1470 les compra el concejo murcià i les posa sota arrendament, la major part del temps (1494-1580) explotades per la família Furtat. Felipe II les incorpora al patrimoni de la corona espanyola en 1564 com un element més de la política centralitzadora de recursos.
En el segle xviii es construïx un moll de la sal al mar Mediterrani per a facilitar la seva comercialització. En 1879 la sal deixa de ser monopoli de l'Estat i les salines surten a la venda. En 1880 l'empresari gallec Manuel García Coterillo les compra i des de llavors es coneixen com les salines de *Coterillo.
En 1905 la burgesia de la zona crea la "Mancomunitat de les Salines Marítimes de San Pedro del Pinatar" i les hi compra a la família Coterillo. Aquesta compra suposa una ampliació de les seves instal·lacions i es construïxen els dos molins de vent més característics: el de "Quintín" i el de la "Calcetera" (o "Ezequiela"), així com el camí que els comunicava. Aquesta ampliació es va realitzar ocupant territori al Mar Menor.
En 1920 la companyia mallorquina "Salinera Española S.A." va comprar les salines, que eren l'empresa més important de San Pedro del Pinatar. En aquesta època coincidint amb la creació dels sindicats obrers es crea un grup sindical ("Trabajadores de la sal, La Realidad") que demostra un alt poder reivindicatiu en la zona. Durant la guerra civil (1936-1939) l'empresa va estar autogestionada pels mateixos treballadors; però en finalitzar la contesa l'empresa va recuperar la seva propietat.
Posteriorment han continuat ampliant les seves instal·lacions i millorant la seva producció, que podria situar-se entorn de les 75.000 tones anuals.
Des de la creació de la reserva natural en 1985 i Parc Regional en 1992 podria mostrar-se com un exemple on s'ha aconseguit un cert equilibri harmònic entre la protecció natural i una activitat econòmica.

## Platges
El parc disposa de més de vuit kilòmetres de platges. En el Mar Mediterrani es troben les populars platges de "La Llana" que són tres: platja de "Las Salinas", platja de la "Barraca quemada" i platja de "Punta de Algas"; així com la platja de la "Torre derribada". En el Mar Menor es troba la platja de "La Mota", al costat d'aquesta es troben les tolles en les quals se solen realitzar els banys de llot.

## Llocs d'interès
- Platges i tolles
- Observatoris al llarg del Parc
- Molins de vent: el de "Quintín" i el de la "Ezequiela" o "Calcetera".
- Centre d'Investigació i Conservació d'Aiguamolls: amb explicacions sobre el parc.

## Algunes imatges

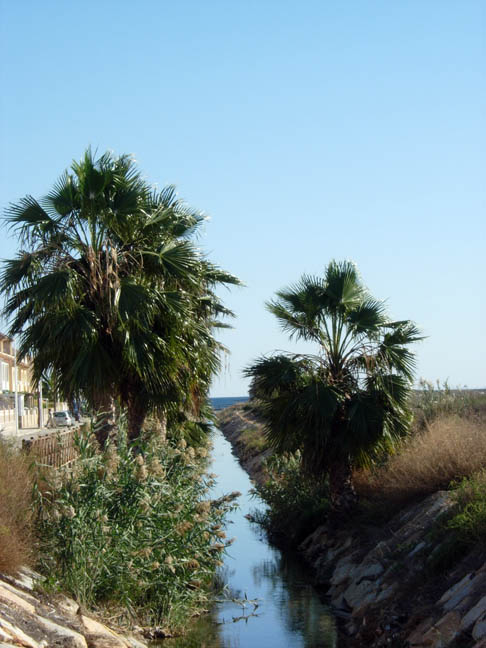
Una sèrie de canals (séquies) envolta el parc. En la foto es pot contemplar com desemboca en el mar en el límit amb "El Mojón"
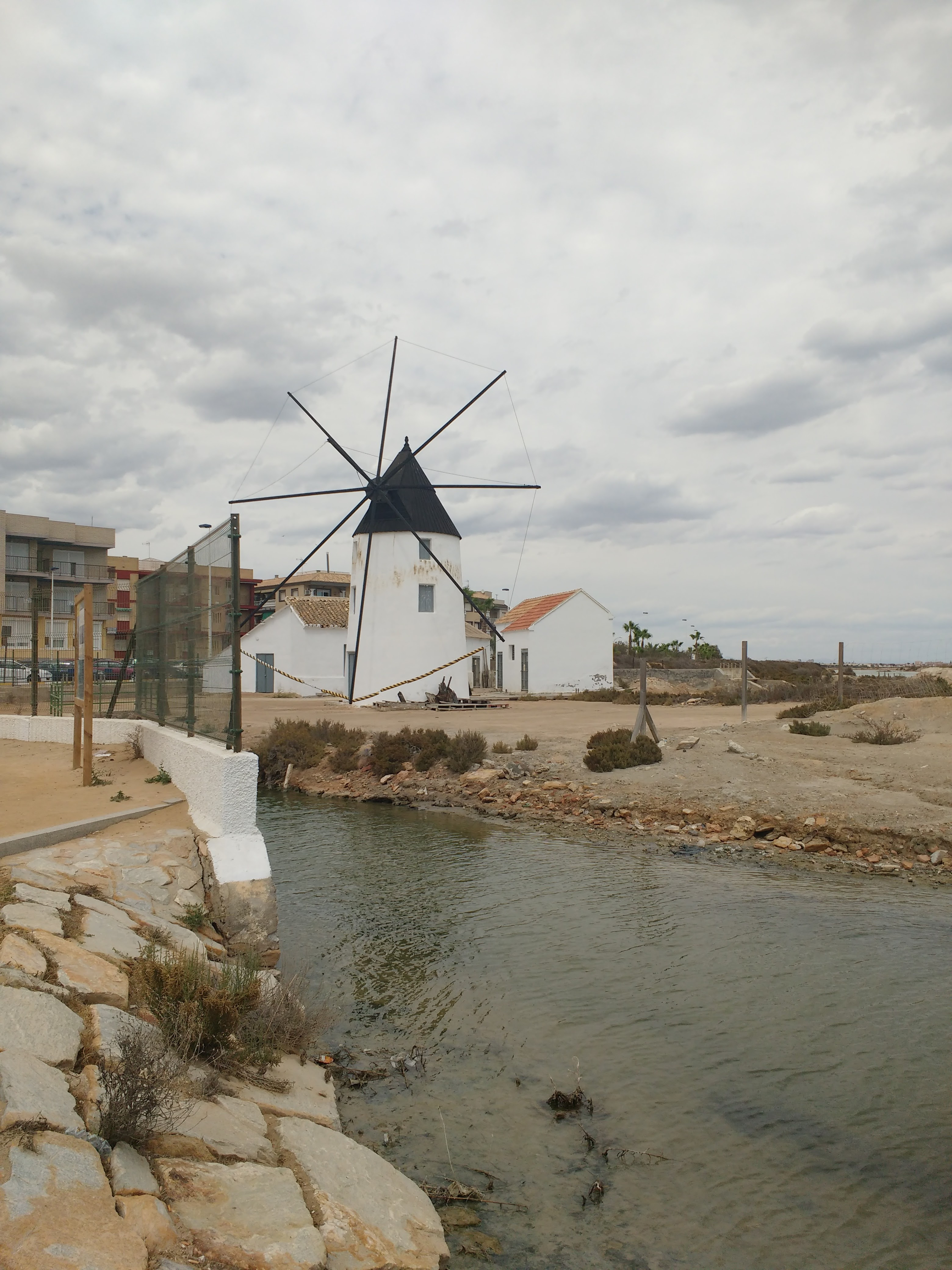
Els molins s'han utilitzat per a bombar aigua entre les tolles des de fa molt temps. En la foto el Molí de "Quintín"
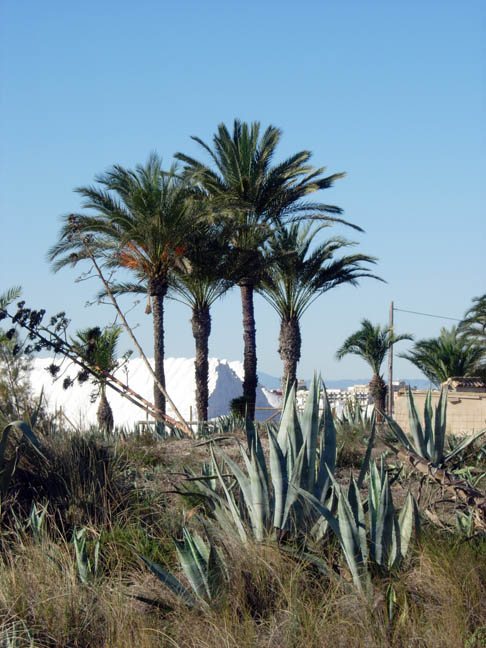
S'intenta harmonitzar els interessos naturals i d'explotació de les Salines, així com els turístics
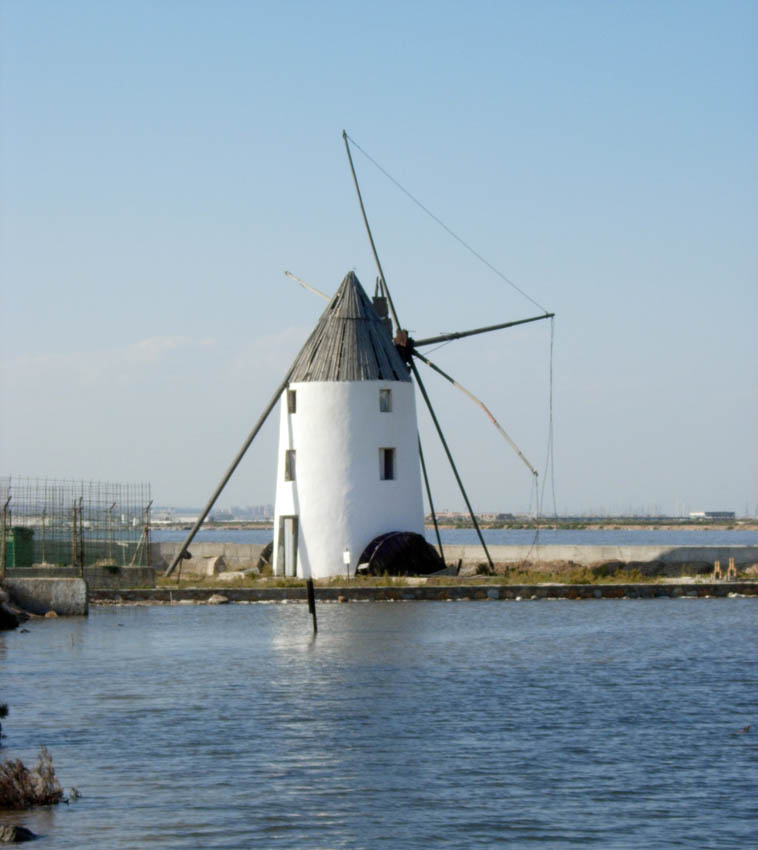
Molí de l'Ezequiela.
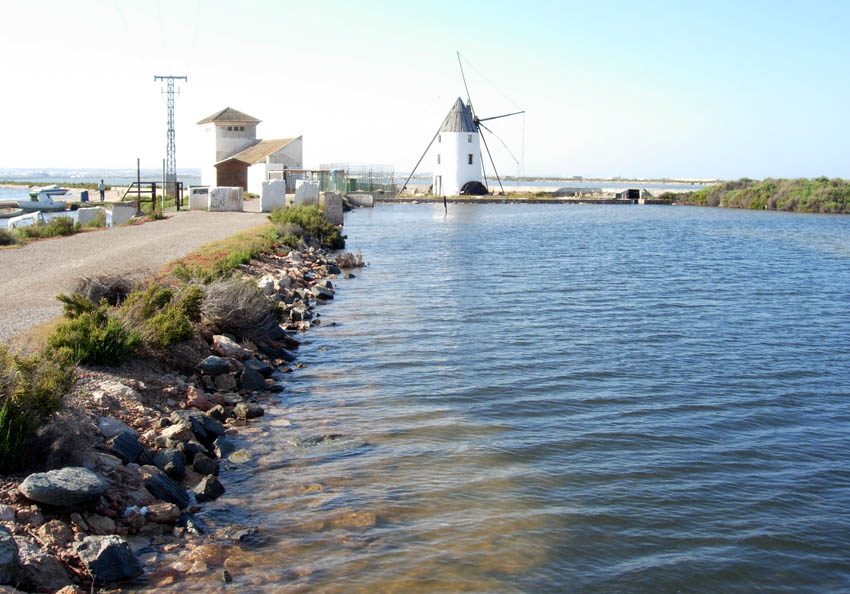
Les tolles s'estenen diversos Km.
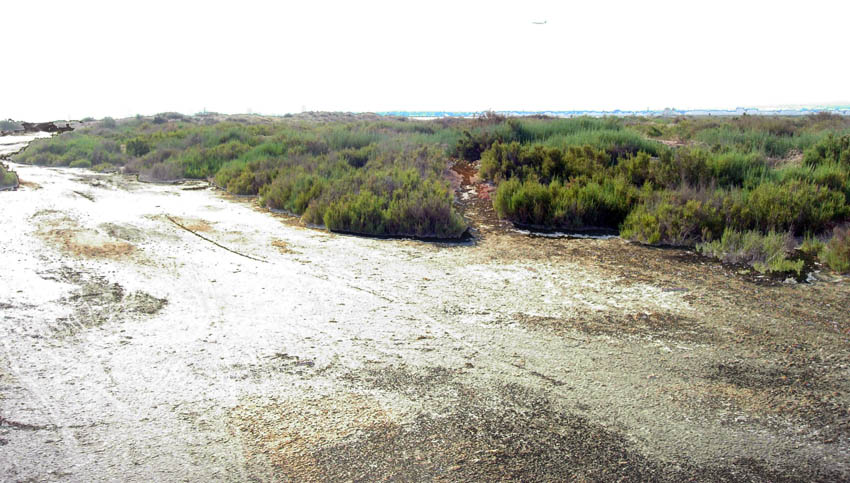
Les dunes amb vegetació són característiques en el parc.
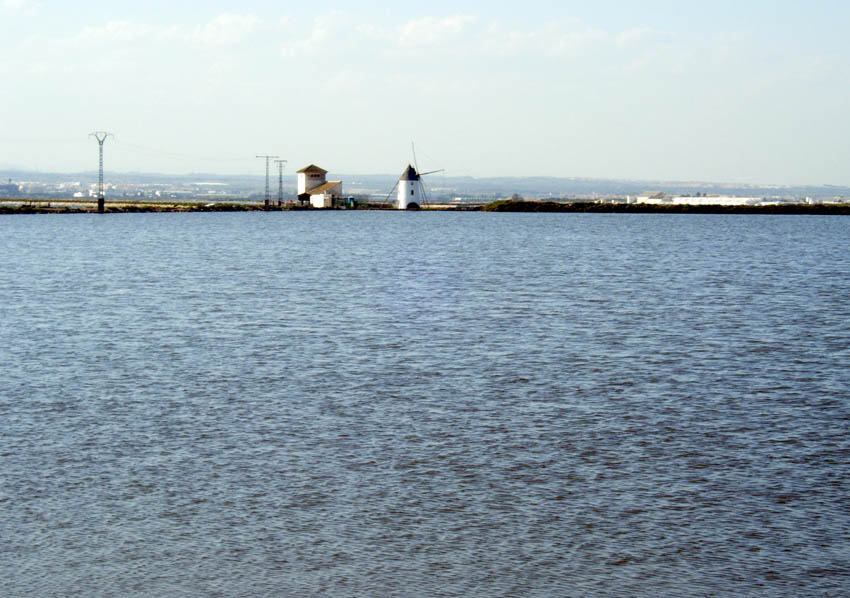
Veure les tolles al passejar és molt relaxant.
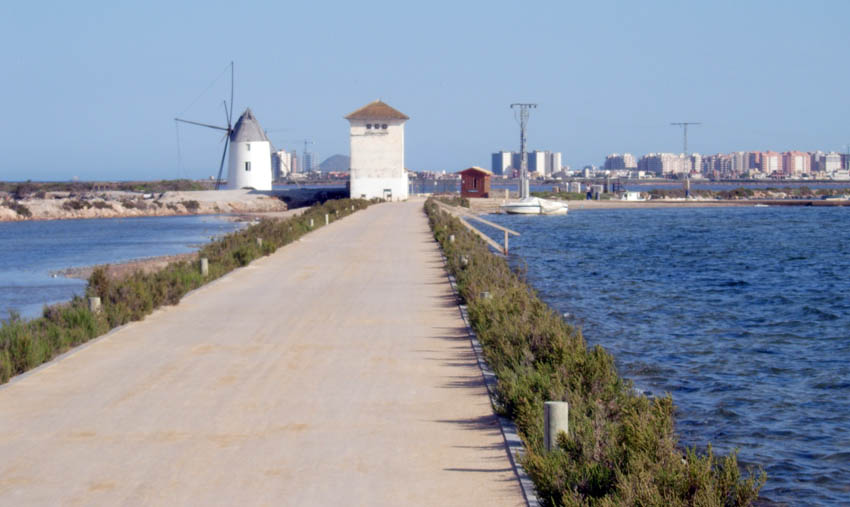
Camí al molí, al fons edificis en La Manga del Mar Menor.
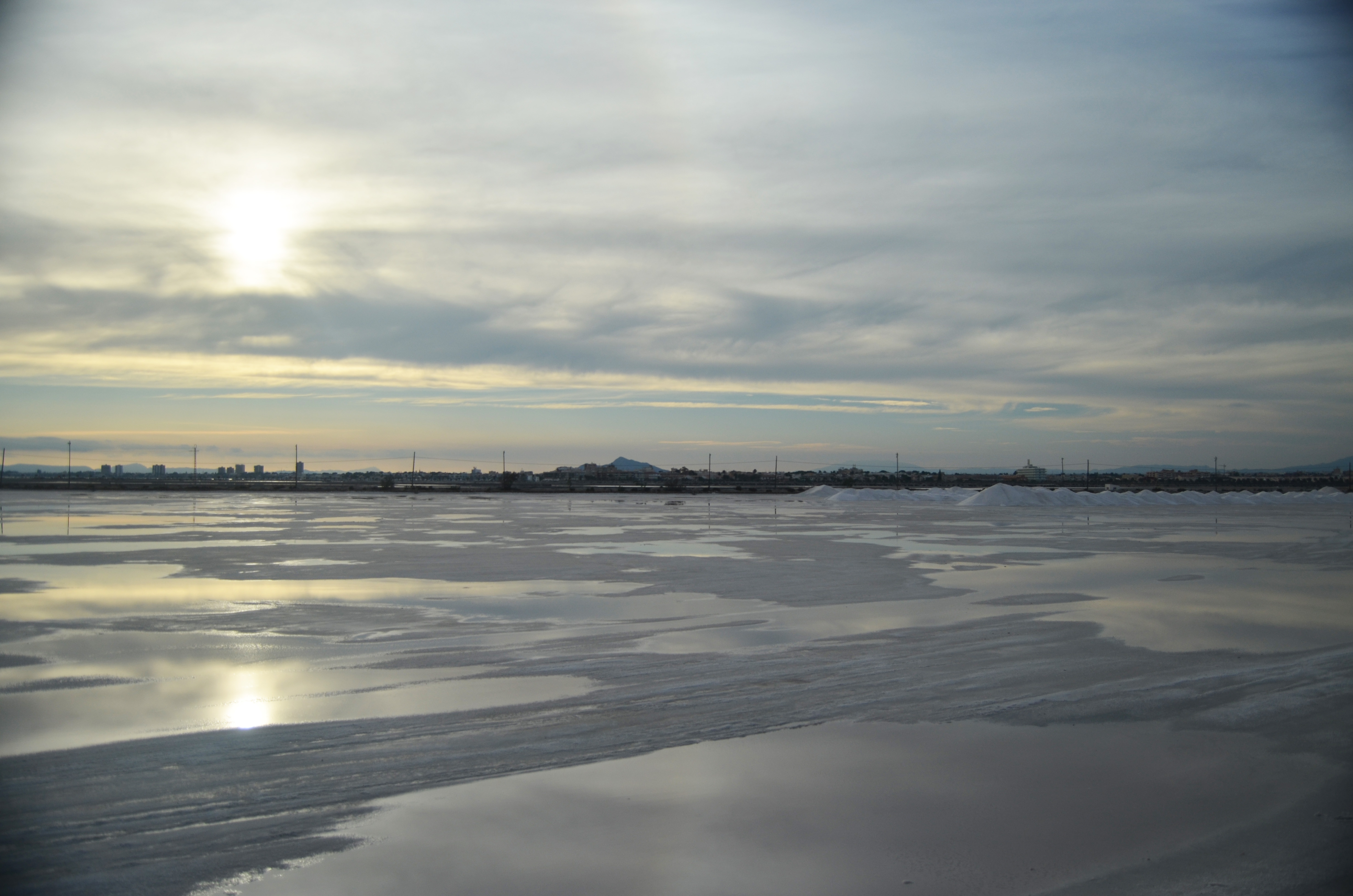
Dipòsits de sal